# Borgmeieriphora greigae
Borgmeieriphora greigae är en tvåvingeart som beskrevs av Brown 1993. Borgmeieriphora greigae ingår i släktet Borgmeieriphora och familjen puckelflugor.
Artens utbredningsområde är Costa Rica. Inga underarter finns listade i Catalogue of Life.